# Orthocladius megalochirus
Orthocladius megalochirus är en tvåvingeart som först beskrevs av Jean-Jacques Kieffer 1911.  Orthocladius megalochirus ingår i släktet Orthocladius och familjen fjädermyggor.
Artens utbredningsområde är Seychellerna. Inga underarter finns listade i Catalogue of Life.